# Rhizosfære
Rhizosfæren er det jordvolumen, der påvirkes af planterødders tilstedeværelse. 
Planterne udveksler mineraler, protoner, kompleksdannere o.l. Gennem rødderne udskiller planterne især carbonholdige stoffer (eksudater), hvilket gør den biologiske aktivitet i rhizosfæren højere; eksudaterne kan eksempelvis være allelopatiske, smøremidler for rodvækst eller beregnet på at tiltrække Rhizobium (kvælstoffikserende bakterier) eller mykorrhiza (svamperod).